# Hexagonale dichtste stapeling

Eenheidscel, in het zwart, in de hexagonale dichtste bolstapeling

Grondvlak van een hexagonaal rooster

De hexagonale dichtste stapeling ook bekend onder zijn afkortingen HCP en HDCP, is de dichtste hexagonale stapeling van identieke bollen. Het gaat hierbij meestal om de ordening en stapeling van atomen in een kristalstructuur.

## Opbouw
De dichtste bolstapeling is de meest compacte manier van het stapelen van identieke bollen in een bepaald volume. Een manier daarvan is de hexagonale dichtste stapeling. Deze stapeling komt voor in de kristalstructuur van een hexagonaal kristalstelsel en heeft de hoogst haalbare atomaire pakkingsfactor, namelijk ongeveer 0,74. Wat betekent dat tot 74% van het volume van een vast materiaal kan worden opgevuld met atomen, die voldoen aan het harde-bollenmodel.
De bollen in de hexagonale dichtste bolstapeling liggen in lagen opgestapeld in een denkbeeldig rooster. Voor de stapeling van atomen gaat het hier om een denkbeeldig kristalrooster. De eenheidscellen van dit rooster zijn die van het hexagonale kristalstelsel. Er liggen in deze stapeling steeds twee andere tussenlagen tussen twee recht boven elkaar liggen lagen. Die twee lagen komen overeen met de twee bollen op de diagonaal in de eenheidscel, die hiernaast is afgebeeld. De bollen in de ruimte van het rooster delen die ruimte in regelmatige vier- en achtvlakken in.
De middens van twee bollen, die in de hexagonale dichtste stapeling tegen elkaar aan liggen, liggen op een lijn, waarop een ketting van meer tegen elkaar aan liggende bollen ligt. Er ligt in de hexagonale dichtste stapeling op die lijn dus tegen beide eerstgenoemde bollen weer een volgende bol aan.
{\displaystyle c={\sqrt {6}}\ a}
Zes bollen omringen de centrale bol in het middenvlak, met nog drie bollen erboven en eronder. Dat kan op twee manieren. Er zijn in het grondvlak zes gaten te zien.
- Het kan zo, dat de drie gaten, waarin de drie bollen van de laag daaronder komen, de andere drie zijn dan de gaten waarin de bollen in de laag erboven liggen. De drie vlakken zijn gelijk, maar ze liggen in dit geval ten opzichte van elkaar verschoven. Deze rangschikking wordt in het Engels DHCP, van double-hexagonal close-packed, genoemd.
- Het kan ook zo dat de drie gaten, waarin de drie bollen van de laag daaronder komen, dezelfde zijn als de gaten waarin de bollen in de laag erboven liggen. Deze afkorting wordt met HCP afgekort. Twee vlakken met een vlak ertussen liggen op deze manier dus hetzelfde.

DHCP en HCP

## Scheikunde
Niet-gerichte atomen van gelijke grootte, in metalen en edelgassen, vormen vaste stoffen in een zo dicht mogelijk gestapelde rangschikking. De bindingsenergie is per volume-eenheid op die manier zo klein mogelijk. Atomen die in vaste toestand deze structuur hebben: H, He, C, N, Mg, Y, Zr, Tc, Ru, Cd, Te, La, Hf, Re, Os, Tl, Pr, Nd en Pm.

## Opbouw van een dichtste stapeling
Deze stapeling geeft de eerste van de twee mogelijkheden, DHCP. 